# Stan Armitage
Stanley Albert Armitage (5 tháng 6 năm 1919 – 4 tháng 11 năm 1997) là một cầu thủ bóng đá người Anh thi đấu ở Football League cho Queens Park Rangers.